# Héctor Fort
Héctor Fort García, (Barcelona, 2 de agosto de 2006)  es un futbolista español. Juega como lateral y su equipo actual es el Fútbol Club Barcelona Atlètic de la Primera Federación.

## Clubes
Llegó a La Masía proveniente de PB Anguera.
Formó parte del equipo del Juvenil A del Fútbol Club Barcelona la temporada 2022-23 jugando seis partidos de la Liga Juvenil de la UEFA. El año siguiente, en la pretemporada del Barcelona de cara a la temporada 2023-24, Fort debutó con el primer equipo de manera no oficial en un amistoso contra el Vissel Kobe el 6 de junio del 2023.
Ascendido al equipo "B" del Barcelona, Fort debutó con el fillial el 28 de agosto de 2023 en una derrota por 1-0 ante el SD Logroñés en su estreno en la Primera Federación.
Héctor Fort hizo su debut oficial con el primer equipo siendo titular el 13 de diciembre de 2023 en una derrota por 3-2 como visitante contra el Royal Antwerp en la Liga de Campeones, disputando 60 minutos siendo reemplazao por João Cancelo.
El 28 de mayo de 2024, el Barcelona anunció que había llegado a un acuerdo con Fort para la extensión de su contrato, vinculándolo al club hasta el 30 de junio de 2026.

## Selección nacional
El 24 de octubre de 2023 fue seleccionado en la lista definitiva de José Lana para representar a España en el Mundial sub-17 de Indonesia.

## Estilo de juego
Destaca por explosividad en las bandas y por su habilidad en ofensiva.

## Estadísticas

### Clubes
Actualizado al último partido disputado el 17 de febrero de 2025.
| Club                             | Div.          | Temporada     | Liga  | Liga  | Liga   | Copas nacionales | Copas nacionales | Copas nacionales | Copas internacionales | Copas internacionales | Copas internacionales | Total | Total | Total  |
| Club                             | Div.          | Temporada     | Part. | Goles | Asist. | Part.            | Goles            | Asist.           | Part.                 | Goles                 | Asist.                | Part. | Goles | Asist. |
| -------------------------------- | ------------- | ------------- | ----- | ----- | ------ | ---------------- | ---------------- | ---------------- | --------------------- | --------------------- | --------------------- | ----- | ----- | ------ |
| F. C. Barcelona Atlètic · España | 1.ª F         | 2023-24       | 17    | 2     | 1      | ―                | ―                | ―                | ―                     | ―                     | ―                     | 17    | 2     | 1      |
| F. C. Barcelona Atlètic · España | 1.ª F         | 2024-25       | 1     | 0     | 0      | ―                | ―                | ―                | ―                     | ―                     | ―                     | 1     | 0     | 0      |
| F. C. Barcelona Atlètic · España | Total club    | Total club    | 18    | 2     | 1      | 0                | 0                | 0                | 0                     | 0                     | 0                     | 18    | 2     | 1      |
| F. C. Barcelona · España         | 1.ª           | 2023-24       | 7     | 0     | 2      | 2                | 0                | 1                | 1                     | 0                     | 0                     | 10    | 0     | 3      |
| F. C. Barcelona · España         | 1.ª           | 2024-25       | 11    | 0     | 0      | 1                | 0                | 0                | 1                     | 0                     | 0                     | 13    | 0     | 0      |
| F. C. Barcelona · España         | Total club    | Total club    | 18    | 0     | 2      | 3                | 0                | 1                | 2                     | 0                     | 0                     | 23    | 0     | 3      |
| Total carrera                    | Total carrera | Total carrera | 36    | 2     | 3      | 3                | 0                | 1                | 2                     | 0                     | 0                     | 41    | 2     | 4      |

## Palmarés

### Títulos nacionales
| Título                     | Club            | País   | Año     |
| -------------------------- | --------------- | ------ | ------- |
| Supercopa de España        | F. C. Barcelona | España | 2025    |
| Copa del Rey               | F. C. Barcelona | España | 2024-25 |
| Primera División de España | F. C. Barcelona | España | 2024-25 |